# Dafnia

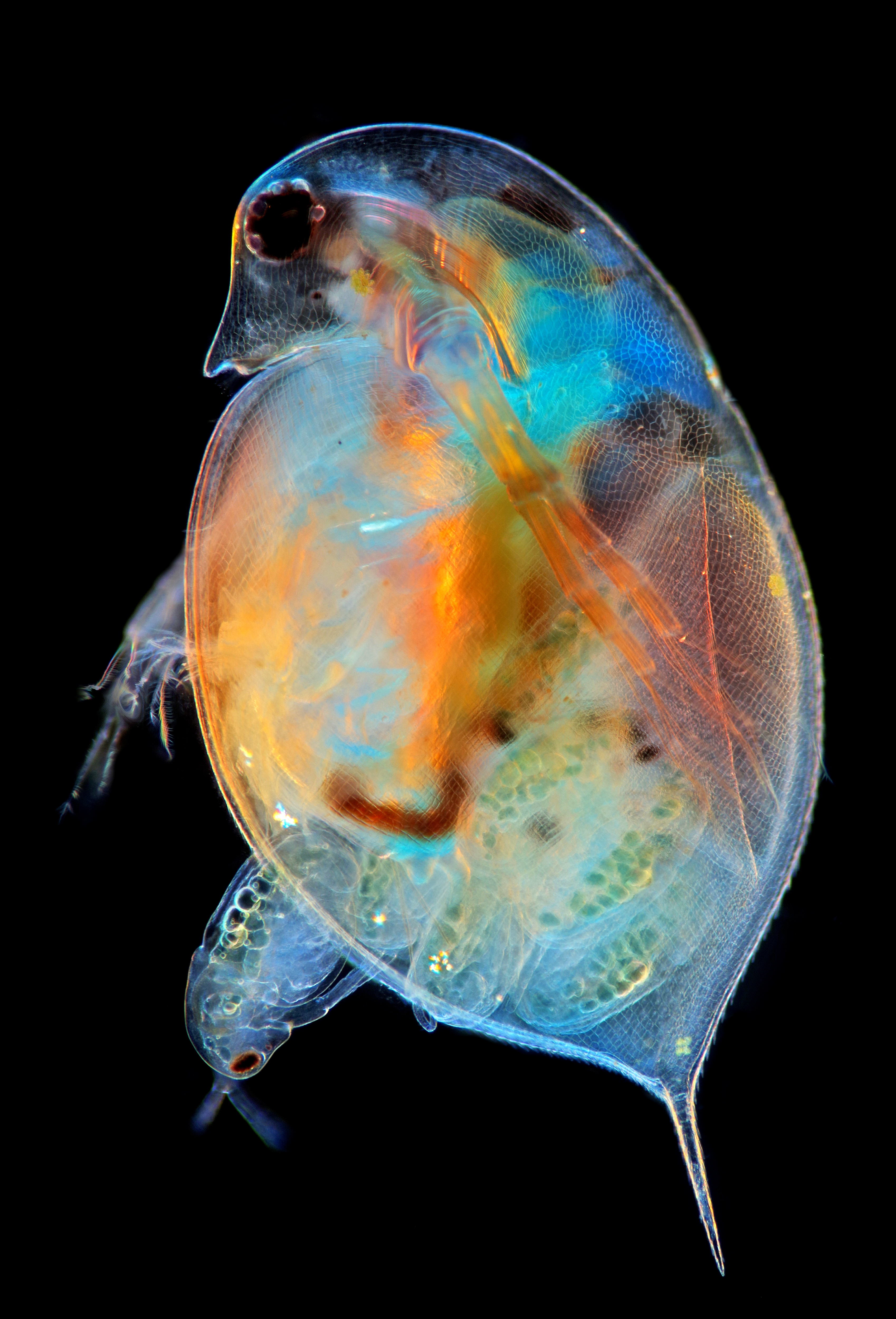
Rodząca dafnia.

Dafnia, rozwielitka (Daphnia) – rodzaj słodkowodnych stawonogów zaliczanych do grupy wioślarek. Mają 2 pary czułków: pierwsza pełni rolę narządu czuciowego, druga stanowi główny narząd ruchu (rozwielitki poruszają się skokami) oraz 5 par odnóży tułowiowych, pełniących funkcje filtracyjne. Rozmiary ich ciała wahają się od 1 do 6 mm, samce są znacznie mniejsze od samic. Żywią się glonami, bakteriami i zawiesiną organiczną, którą odfiltrowują z wody.
Stanowią ważny składnik planktonu słodkowodnego, będącego pokarmem dla ryb i innych zwierząt wodnych. Jako filtratory odżywiające się glonami mają duże możliwości kontroli ich rozwoju, przyczyniając się do naturalnego samooczyszczania się zbiorników wodnych. Ich zdolności filtracyjne wykorzystywane są w zabiegach biomanipulacyjnych, gdy ogranicza się (lub czasowo eliminuje) populacje ryb planktonożernych w zbiorniku wodnym, pozwalając rozwijać się dużym rozwielitkom, które w krótkim czasie zdolne są doprowadzić do tego że woda staje się przezroczysta. Żywe i suszone rozwielitki wykorzystywane są przez akwarystów jako pokarm dla ryb akwariowych. Chętnie wykorzystują je naukowcy w badaniach procesów ekologicznych. Genom Daphnia pulex został zsekwencjonowany w 2011 roku.

## Występowanie
Większość dafni to organizmy dobrze przystosowane do siedlisk niestabilnych. Jest to spowodowane krótkim cyklem życia, szeroką plastycznością fenotypową i zdolnością do wytwarzania form przetrwalnych. Krótka żywotność i heterogoniczność reprodukcji są typowymi cechami rozwielitki w szerokim spektrum siedlisk słodkowodnych, od małych tymczasowych basenów do wielkich trwałych jezior. Jednakże, w niektórych miejscach mogą być obserwowane odchylenia od tego typowego schematu życia do aseksualności lub przedłużonej żywotności.
Rozwielitki spotykane są także w wodach o dużym zasoleniu, np. gatunek Daphnia barbata występuje w okresowo wysychających pozostałościach po jeziorze Makgadikgadi (Afryka).

## Cykl życiowy
U większości gatunków rozwielitek występuje cykliczna partenogeneza, czyli na przemian: partenogenetyczna reprodukcja i rozmnażanie płciowe. Przez większość okresu wzrostu samice wytwarzają po kilka jaj przy każdym linieniu. Komory lęgowe mogą zawierać od 1–2 jaj u mniejszych gatunków (np. D. cucullata) do 100 u większych (np. D. magna). W typowych warunkach (20 °C) rozwielitki wykluwają się z jaj po jednym dniu i pozostają w komorze lęgowej samicy przez około trzy dni, a następnie są uwalniane do wody i w ciągu 5–10 dni linieją 4–6 razy zanim będą gotowe do reprodukcji. Pod koniec okresu wzrostu tryb reprodukcji zmienia się, samice wytwarzają twarde jaja spoczynkowe lub jaja zimowe. Produkowane bezpłciowo diploidalne potomstwo to zazwyczaj samice, samce są produkowane przy stanie, w którym środowisko życia się pogarsza (np. stłoczenie). Zapłodnione przez samców jaja rozmnażającej się płciowo samicy są haploidalne. W populacjach bez samców, jaja produkowane są bezpłciowo i są diploidalne.
Jaja o natychmiastowym rozwoju noszone są przez samice na grzbiecie pod pancerzem, w komorze lęgowej (kładce jajowej) do momentu usamodzielnienia się potomstwa. Jaja zimowe przechodzą przez okres obligatoryjnego spoczynku, nie rozwijają się w komorze lęgowej lecz uwalniane są w chitynowym ephippium (forma przetrwalna) do środowiska, gdzie oczekują na nadejście sprzyjających warunków życiowych.

## Ochrona
Rozwielitki Daphnia nivalis, Daphnia coronata, Daphnia occidentalis i Daphnia jollyi są uznane za narażone na wyginięcie i są umieszczone w Czerwonej księdze gatunków zagrożonych.

## Systematyka i gatunki
Poniższy podział podano za katalogiem Integrated Taxonomic Information System oraz książką Słodkowodne skorupiaki planktonowe. Klucz do oznaczania gatunków Jana Igora Rybaka i Leszka Andrzeja Błędzkiego.
Gatunki notowane w Europie:
- Podrodzaj Ctenodaphnia Dybowski & Grochowski, 1895
  - Daphnia atkinsoni Baird, 1859[a]
  - Daphnia bolivari Richard 1888
  - Daphnia chevreuxi Richard, 1896
  - Daphnia dolichocephala Sars, 1895
  - Daphnia hispanica Glagolev & Alonso, 1989
  - Daphnia magna Straus, 1820[a]
  - Daphnia mediterranea Alonso, 1985
  - Daphnia similis Claus, 1876[a]
  - Daphnia triquetra G. O. Sars, 1903
  - Daphnia ulomskyi Behning 1941
- Podrodzaj Daphnia s. str. O. F. Müller, 1785
  - Daphnia ambigua Scourfield, 1947[a]
  - Daphnia cristata G. O. Sars, 1861[a]
  - Daphnia cucullata G. O. Sars, 1862[a]
  - Daphnia curvirostris Eylmann, 1887[b]
  - Daphnia galeata G. O. Sars, 1863[a]
  - Daphnia hrbaceki Juracka, Kořinek, Petrusek, 2010
  - Daphnia lacustris G. O. Sars, 1862
  - Daphnia longiremis G. O. Sars, 1862[a]
  - Daphnia longispina (O. F. Müller, 1776)[a]
  - Daphnia middendorffiana Fischer, 1851
  - Daphnia obtusa Kurz, 1875, emend. Scourfield, 1942[b]
  - Daphnia parvula Fordyce, 1901[b]
  - Daphnia pulex Leydig, 1860[a]
  - Daphnia pulicaria Forbes, 1893[a]
  - Daphnia tatrensis Lityński, 1913[a]
  - Daphnia umbra Taylor, Hebert, Colbourne, 1996

Gatunki włączone do innych gatunków:
- Daphnia hyalina – w 2008 roku włączona do D. longispina[9]